# Turnul de la Văratica
Turnul Văratica stătea pe un platou înalt de 20-30 m la sud de biserica satului, pe malul stâng al Oltului, lângă intersecția râurilor Lotru și Olt. Cetatea este situată la jumătatea distanței dintre Racovița (12 km) și Călimănești (16 km), cu scopul de a păzi valea Oltului într-un loc în care se întâlnea cu un afluent, iar acum este înconjurat de structuri mai noi.
Planul turnului este pătrat cu latura de 10 m, prezintă ziduri de piatră cu grosimea de 1,10 m conservate până la 1,6 m în cel mai înalt punct a cărei fundații a fost construită din pietre de râu și carieră îmbinate cu mortar. Încadrarea cronologică s-a făcut cu ajutorul materialului arheologic ce indică perioada de funcționare în timpul sec. III. 